# Lot 15
Lot 15 est un canton dans le comté de Prince, Île-du-Prince-Édouard, Canada. Il fait partie de la Paroisse Richmond.
C'est le seul canton de la province à majorité francophone. D'après le Recensement du Canada de 2016, 780 habitants déclaraient parler anglais et français, 10 étaient unilingues en français et 325 unilingues en anglais.

## Population
- 1 161 (recensement de 2001)[2]
- 1 211 (recensement de 2006)[2]
- 1 122 (recensement de 2011)[3]

## Communautés
Incorporé:
- Abrams-Village

Non-incorporé:
- Higgins Road